# Super Monkey Ball
Super Monkey Ball to seria komputerowych gier platformowych wymyślona przez Toshihiro Nagoshi, stworzona przez Amusement Vision i wydana przez Segę. Gra zadebiutowała w Japonii w 2001 roku na automacie do gry z joystickiem w kształcie banana. Jeszcze w tym samym roku została wydana na platformie GameCube.

## Gry
- Monkey Ball (automat) (2001)
- Super Monkey Ball (GameCube) (2001)
- Super Monkey Ball 2 (GameCube) (2002)
- Super Monkey Ball Jr. (Game Boy Advance) (2002)
- Super Monkey Ball (N-Gage) (2003)
- Super Monkey Ball Deluxe (PlayStation 2, Xbox) (2005)
- Super Monkey Ball Touch & Roll (Nintendo DS) (2005)
- Super Monkey Ball Adventure (PlayStation 2, GameCube, PlayStation Portable) (2006)
- Super Monkey Ball: Banana Blitz (Wii) (2006)
- Super Monkey Ball: Tip 'n Tilt (J2ME) (2007)
- Super Monkey Ball (iOS) (2008)
- Super Monkey Ball: Tip 'n Tilt 2 (J2ME) (2008)
- Super Monkey Ball 2 (iOS) (2009)
- Super Monkey Ball 2: Sakura Edition (iOS, Android, Windows Phone) (2018)
- Super Monkey Ball: Step & Roll (Wii) (2010)
- Super Monkey Ball: Ticket Blitz (automat) (2011)
- Super Monkey Ball 3D (Nintendo 3DS) (2011)
- Super Monkey Ball: Banana Splitz (PlayStation Vita) (2012)
- Super Monkey Ball Bounce (Android, iOS) (2014)
- Super Monkey Ball: Banana Blitz HD (PC, Nintendo Switch, PlayStation 4, Xbox One) (2019)[2][3]